# Permanganate

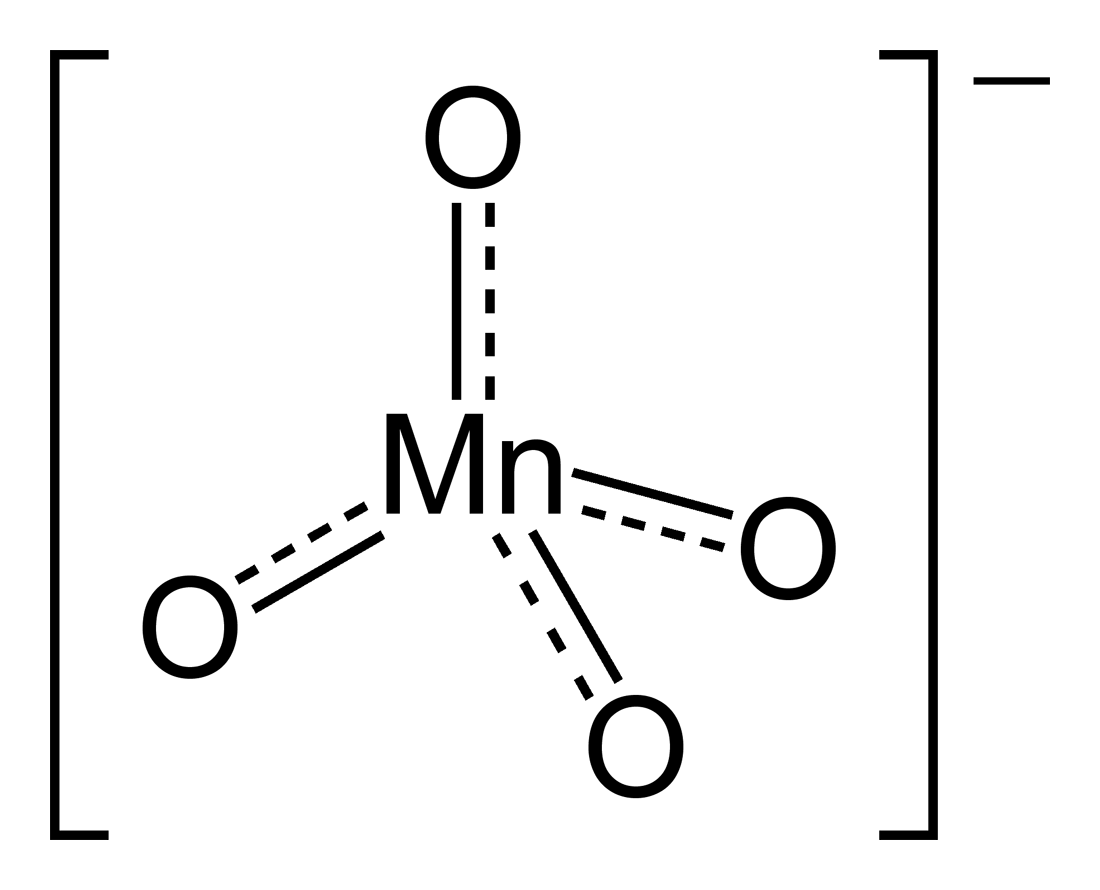
La structure de l'ion permanganate

Le permanganate (MnO4−) est l'anion des sels de l'acide permanganique, constitué de quatre atomes d'oxygène autour d'un de manganèse. On parle souvent de permanganate pour désigner le permanganate de potassium.
Les permanganates sont notamment utilisés pour la synthèse de produits chimiques, en chimie analytique — titrations volumétriques par oxydoréduction, telles l'oxydabilité ou le dosage de l'acide oxalique — et en médecine — pour désinfecter. Le contre-ion est généralement le potassium. Le permanganate de potassium (KMnO4) s'utilise en solution diluée (environ au millième) pour l'antisepsie en dermatologie ou en gynécologie ainsi qu'en aquaculture ou en aquariophilie.

## Fabrication
Les permanganates peuvent être fabriqués par oxydation de composés du manganèse tels que le chlorure de manganèse(II) ou le sulfate de manganèse(II) par des agents oxydants forts, tels que l'hypochlorite de sodium ou le dioxyde de plomb :
2 MnCl2 + 5 NaClO + 6 NaOH → 2 NaMnO4 + 9 NaCl + 3 H2O
2 MnSO4 + 5 PbO2 + 3 H2SO4 → 2 HMnO4 + 5 PbSO4 + 2 H2O
Ils peuvent aussi être fabriqués par la dismutation de manganates, avec comme sous-produit le dioxyde de manganèse :
3 Na2MnO4 + 2 H2O → 2 NaMnO4 + MnO2 + 4 NaOH
Ils sont fabriqués industriellement par électrolyse ou par oxydation à l'air de solutions alcalines de sels de manganate (MnO42−).

## Propriétés

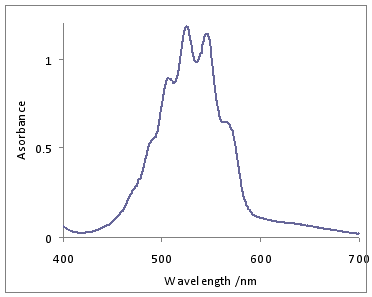
Spectre d’absorption d’une solution aqueuse de permanganate de potassium, montrant une transition vibronique.

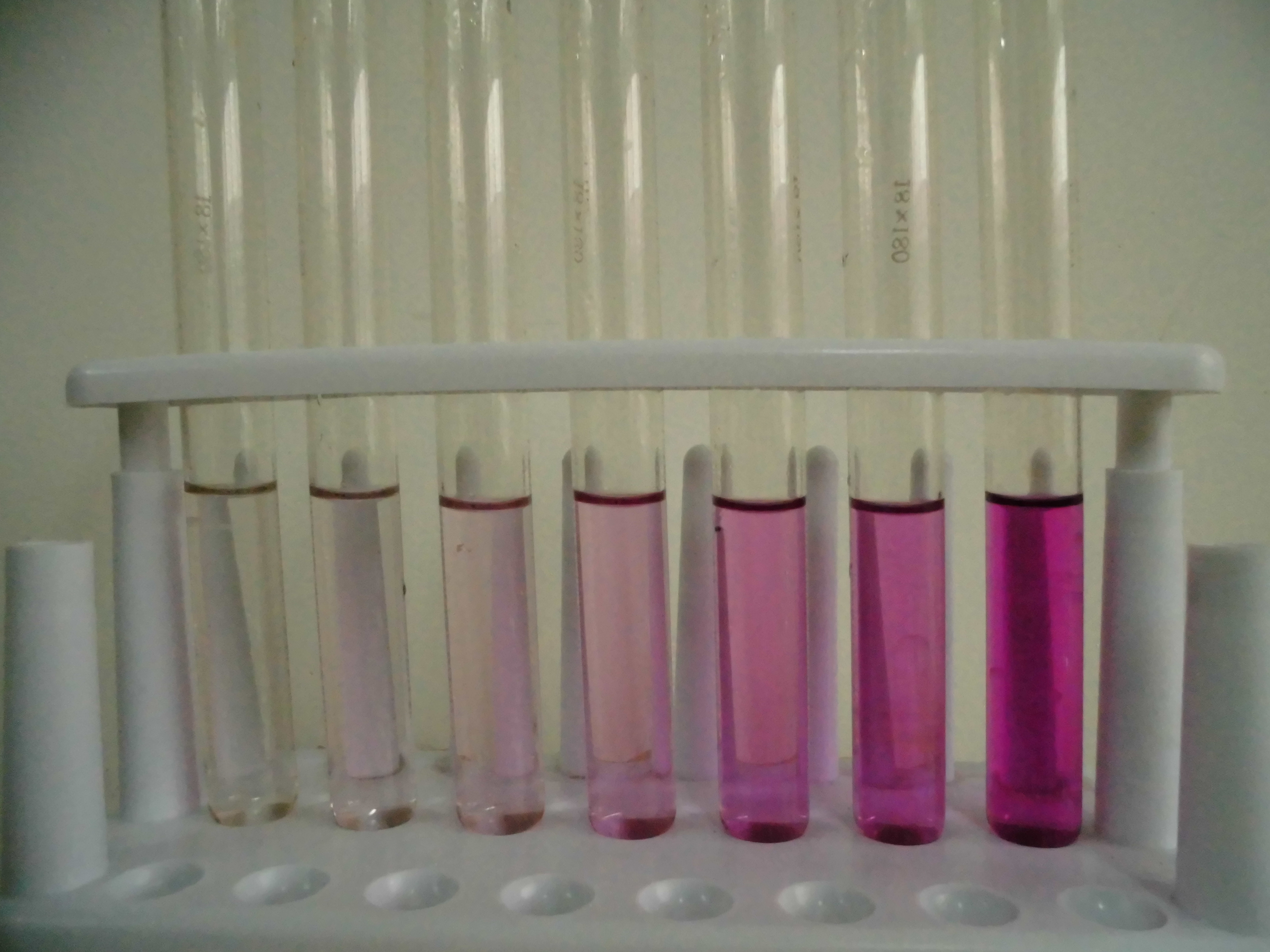
Série de solutions de permanganate de potassium de concentration variable, augmentant vers la droite.

Les permanganates (VII) sont des sels de l’acide permanganique. Ils ont une couleur pourpre foncé, en raison d’une transition de transfert de charge entre les orbitales p du ligand oxo et les orbitales vides dérivées des orbitales d du manganèse(VII). Le permanganate(VII) est un oxydant puissant, similaire au perchlorate. Il est donc couramment utilisé dans l’analyse qualitative qui implique des réactions redox (permanganométrie (en)). En théorie, le permanganate est suffisamment fort pour oxyder l’eau, mais cela ne se produit pas en réalité. En plus de cela, il est stable.
C’est un réactif utile, mais il n’est pas très sélectif avec les composés organiques. Le permanganate de potassium est utilisé comme additif désinfectant et de traitement de l’eau en aquaculture.
Les manganates(VII) ne sont pas très stables thermiquement. Par exemple, le permanganate de potassium se décompose à 230 °C en manganate de potassium et en dioxyde de manganèse, libérant de l'oxygène gazeux :
2 KMnO4 → K2MnO4 + MnO2 + O2
Un permanganate peut oxyder une amine en un composé nitro,, un alcool en une cétone, un aldéhyde en acide carboxylique,, un alcène terminal en un acide carboxylique, l’acide oxalique en dioxyde de carbone et un alcène en diol. Cette liste n’est pas exhaustive.
Dans l'oxydation des alcènes, un intermédiaire de réaction est une espèce cyclique de Mn(V) :

Mécanisme d'oxydation du permanganate.

## Propriétés oxydantes
Ses propriétés désinfectantes résultent du fait que le manganèse y est à son degré d'oxydation le plus élevé (+VII). Comme l'hypochlorite, l'ion permanganate est donc un puissant oxydant :
- (1) MnO4−(aq) + 4 H+ + 3 e− ↔ MnO2(s) + 2 H2O : Eo = 1,69 V

- (2) MnO4−(aq) + 8 H+ + 5 e− ↔ Mn2+(aq) + 4 H2O : Eo = 1,5999 V

En présence de matière organique ou de réducteurs, il existe donc un risque d'explosion, que le permanganate soit à l'état solide ou en solution.
Le permanganate est très utilisé lors des dosages, car ses propriétés oxydantes lui permettent d'oxyder nombre d'espèces chimiques. Toutefois, afin d'assurer la précision de ceux-ci, il est bon de savoir que certaines réactions « parasites » peuvent intervenir ; en particulier, le permanganate en solution aqueuse oxyde l'eau en dioxygène. Bien que cette réaction soit très lente, elle peut changer le titre de la solution.
De plus, on place toujours le permanganate dans la burette (et non dans le bécher) car le produit de la réaction (2), à savoir Mn2+, peut réagir avec le permanganate non réduit selon :
- 2MnO4−(aq) + 3 Mn2+(aq) + 2 H2O ↔ 5 MnO2(s) + 4 H+

Cette réaction est à l'origine du précipité brunâtre observé dans les solutions de permanganate « âgées » ou si l'on mêle un peu de réducteur à une solution de permanganate.

## Autres utilisations
Le permanganate de potassium est utilisé comme désinfectant pour l'eczéma suintant, dilué à 1/10000. Il convient de le tamponner et de l'utiliser pour le nettoyage minimum 3 fois/jour. Au contact de la plaie, il devient terne et perd sa couleur mauve, signe qu'il a réagi. Il assèche les lésions et diminue les démangeaisons[réf. souhaitée].